# Nathan Lyon
Nathan Lyon (ur. 20 listopada 1987 w Young) – australijski krykiecista, reprezentant kraju, praworęczny rzucający w stylu off spin.
Na arenie międzynarodowej debiutował w 2011 w teście przeciwko Sri Lance.  Jako 14 gracz w historii meczów testowych zdobył wicket pierwszą rzuconą piłką.